# Wendelstein (Kaiserpfalz)
Koordinaten: 51° 16′ 35″ N, 11° 28′ 5″ O
Der Wendelstein ist ein Naturschutzgebiet in der Gemeinde Kaiserpfalz im Burgenlandkreis in Sachsen-Anhalt.
Das Naturschutzgebiet mit dem Kennzeichen NSG 0272 ist circa 100 Hektar groß. Ein Teil des Naturschutzgebietes ist Bestandteil des rund 6 Hektar großen FFH-Gebietes „Trockenrasen am Wendelstein“. Nach Osten grenzt es an das Landschaftsschutzgebiet „Unstrut-Triasland“. Das Gebiet steht seit 2002 unter Schutz (Datum der Verordnung: 20. November 2002). Zuständige untere Naturschutzbehörde ist der Burgenlandkreis.
Das Naturschutzgebiet liegt westlich von Nebra (Unstrut) und südöstlich von Roßleben im Naturpark Saale-Unstrut-Triasland. Es stellt einen Ausschnitt des hier durch Auslaugungsvorgänge und Aufschotterung gebildeten, recht breiten Unstruttals sowie die nördlich daran angrenzenden, 30 Meter hohen Gips-Steilhänge und die Plateaulagen des Burgberges Wendelstein unter Schutz. Beim Südhang des Wendelsteins als Geotop handelt es sich um einen der wichtigsten natürlichen Tagesaufschlüsse des Zechsteins im südlichen Sachsen-Anhalt. Im Unstruttal umfasst das Naturschutzgebiet den Flusslauf mit der angrenzenden Aue, zwei Altarme, die Reste eines Mühlengrabens und daran angrenzende, überwiegend landwirtschaftlich genutzte Flächen. Im Süden ist ein durch Auskiesung entstandenes Stillgewässer in das Naturschutzgebiet einbezogen.

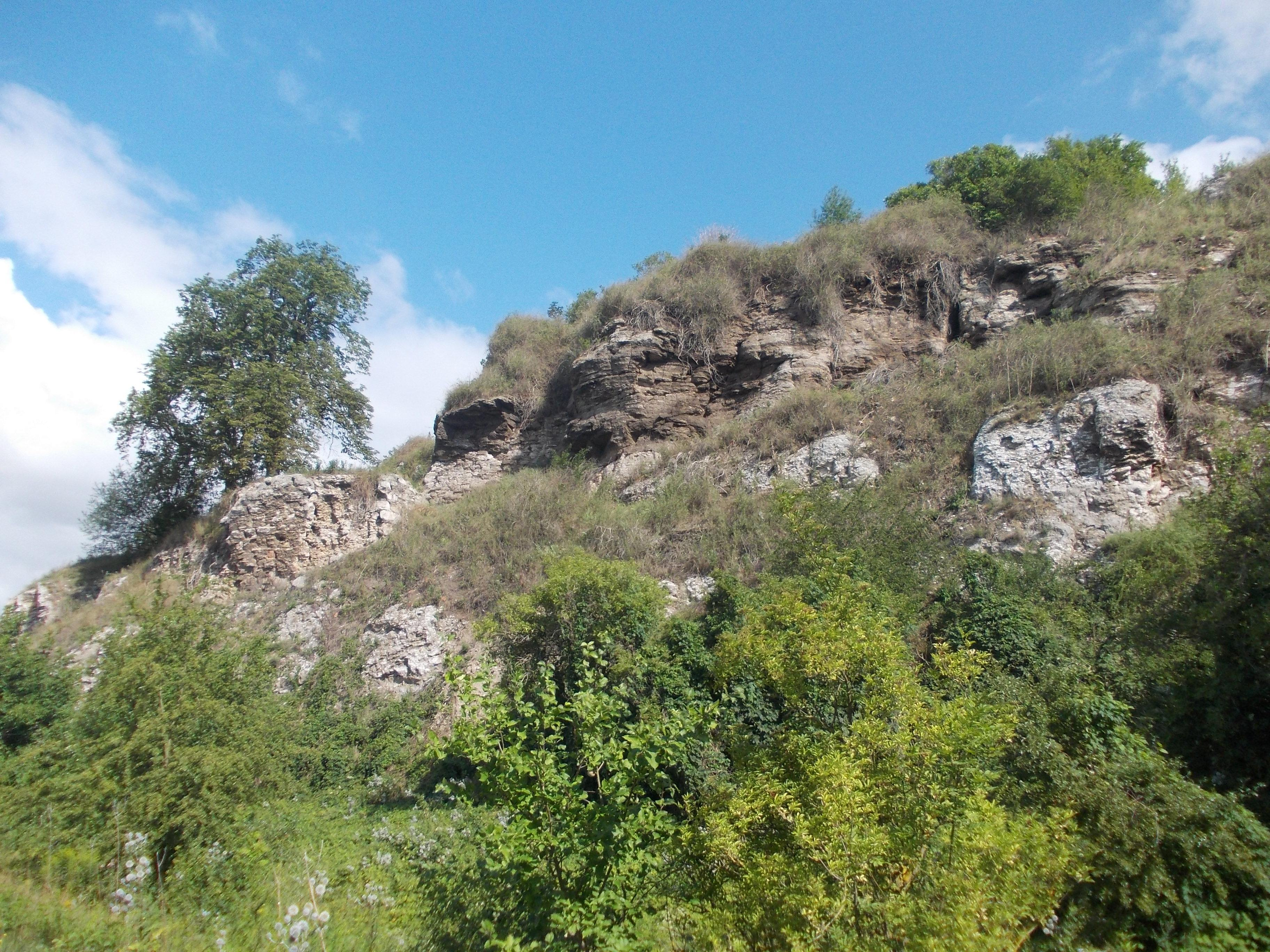
Zechstein-Aufschluss im Naturschutzgebiet am Hang zwischen Unstrut und Burg Wendelstein

Auf den Plateaulagen westlich der Burg Wendelstein wächst Trockenrasen mit Echtem Schafschwingel, Aufrechter Trespe, Golddistel und Feldmannstreu. Die teilweise senkrecht abfallenden Felshänge werden von Blaugras, Furchenschwingel, Scharfem Mauerpfeffer, Krustenflechten und Moosen sowie Felsensteinkraut, Badener Rispengras und Pfriemengras besiedelt. Östlich des Burgberges befindet sich eine größere Streuobstwiese.
Die Altarme der Unstrut stellen wertvolle Biotope dar. Sie werden von Schilf und Gebüschen gesäumt. In den Altarmen siedeln Wasserpflanzen-Hornblattgesellschaften und Wasserknöterich-Schwimmblattgesellschaften. Hier leben z. B. Malermuschel und Spitze Sumpfdeckelschnecke. Die Auenbereiche sind auch Lebensraum von Gefleckter Schnirkelschnecke, Hainschnirkelschnecke und Gemeiner Bernsteinschnecke. Auch die Gebänderte Prachtlibelle ist hier zu finden. Am östlichen der beiden Altarme stocken Kopfweiden aus Bruchweiden. Der Flusslauf wird streckenweise von Gehölzen sowie von Hochstaudenfluren begleitet. Ansonsten ist die Aue der Unstrut hier überwiegend gehölzfrei.
Die Trockenrasen bieten u. a. Kurzflügliger Schwertschrecke, Kleinem Heidegrashüpfer, Blauflügeliger Ödlandschrecke und Gemeiner Sichelschrecke Lebensraum. Die Gemeine Sichelschrecke kommt hier an ihrer nördlichen Verbreitungsgrenze vor. Auch verschiedene Schmetterlinge sind hier heimisch, darunter Schwalbenschwanz, Segelfalter, Mauerfuchs, Esparsetten-Widderchen und Malvendickkopffalter. Das Naturschutzgebiet zeichnet sich auch durch eine artenreiche Wildbienenfauna aus.
Die verschiedenen Biotope im Naturschutzgebiet bieten verschiedenen Vogelarten einen geeigneten Lebensraum. So sind hier Rotmilan, Rohrweihe, Rebhuhn, Reiherente, Zwergtaucher, Eisvogel, Zaunkönig, Drosselrohrsänger, Rohrammer, Beutelmeise, Schlagschwirl, Schafstelze, Nachtigall, Neuntöter und Dorngrasmücke heimisch. Von Weißstorch, Haubentaucher, Purpurreiher, Singschwan und Kiebitz wird das Naturschutzgebiet als Nahrungshabitat und Rastplatz genutzt.
Im Naturschutzgebiet sind weiterhin Feldhase, Zwerg- und Zwergspitzmaus, Ringelnatter, Zauneidechse, Erdkröte, See-, Wasser- und Grasfrosch sowie Teichmolch anzutreffen. In der Unstrut lebt u. a. die Barbe, die die unterhalb des Wehrs Wandelstein vorkommenden Kiesbänke als Laichhabitat benötigt.
Durch das Naturschutzgebiet verläuft die Landesstraße 214 zwischen Saubach und Roßleben.